# Blago Zelenih močvara
Blago Zelenih močvara je 2. epizoda serijala YU Blek obјavljena u Lunov magnus stripu #300. Epizoda je premijerno u bivšoj Jugoslaviji objavljena u aprilu 1978. godine. Koštala je 10 dinara (0,53 $; 1 DEM). Imala je 66 strana. Izdavač јe bio Dnevnik iz Novog Sada. Autor naslovne stranice je Branko Plavšić.

## YU Blek
Ovo je 2. epizoda YU Bleka na kome je radila grupa jugoslovenskih strip crtača i scenarista od 1978. do kraja osamdesetih godina 20. veka. Ovu epizodu nacrtao je Branko Plavšić, a scenario napisao Svetozar Obradović. Ovde serial pravi veliku pauzu. Od naredne Sveske LMS-a (#304), Dnevnik počinje da objavljuje Velikog Bleka u izvedbi francuskih autora. YU Blek se nastavlja u LMS-489 tek sa epizodom Čegrtuša i Largo, koja je izašla početkom 1982. godine, i od tada se smenjivao sa francuskim autorima do kraja izlaska edicije 1991. godine.

## Repriza epizode
Epizoda je reprizirana u kolekcionarskom izdanju Blek integral #4 (str. 89-154), posvećenom Branku Plavšiću, koje je izdalo udruženje ljubitelja sttripa "Branko Plavšić". Pored ove epizode, u Integralu su štampane i epizode Gužva u Bostonu (LMS296) i Čegrtuša i Largo (LMS489).

## Prethodna i naredna sveska V. Bleka u LMS
Prethodna epizoda Velikog Bleka nosila je naziv Gužva u Bostonu (LMS296), a naredna Mali traper (#304).